# Krupy (Łazy Brzyńskie)
Krupy – przysiółek wsi Łazy Brzyńskie w Polsce, położony w województwie małopolskim, w powiecie nowosądeckim, w gminie Łącko.
W latach 1975–1998 przysiółek administracyjnie należał do województwa nowosądeckiego.